# 1961 en science
| Années de la science : 1958 - 1959 - 1960 - 1961 - 1962 - 1963 - 1964    |
| Décennies de la science : 1930 - 1940 - 1950 - 1960 - 1970 - 1980 - 1990 |

Cet article présente les faits marquants de l'année 1961 en science.

## Évènements
- 9 mars : lancement du projet Mohole de percer la croûte terrestre sous les océans. Des essais sont menés dans le Pacifique, au large de la Basse-Californie, par le navire expérimental Cuss 1 qui réussit à forer jusqu'à 183 mètres dans 3 566 mètres de fond[1],[2].

- 29 juin : lancement au Havre du navire câblier Marcel Bayard[3].
- 1er juillet : l'informaticien britannique C.A.R. Hoare publie une description de l'algorithme de tri rapide (quicksort)[4].

- Novembre : mise au point au MIT, à Cambridge, du système expérimental de partage du temps Compatible Time Sharing System, offrant un accès à un ordinateur à plusieurs utilisateurs reliés par téléphone (1961-1963)[5].

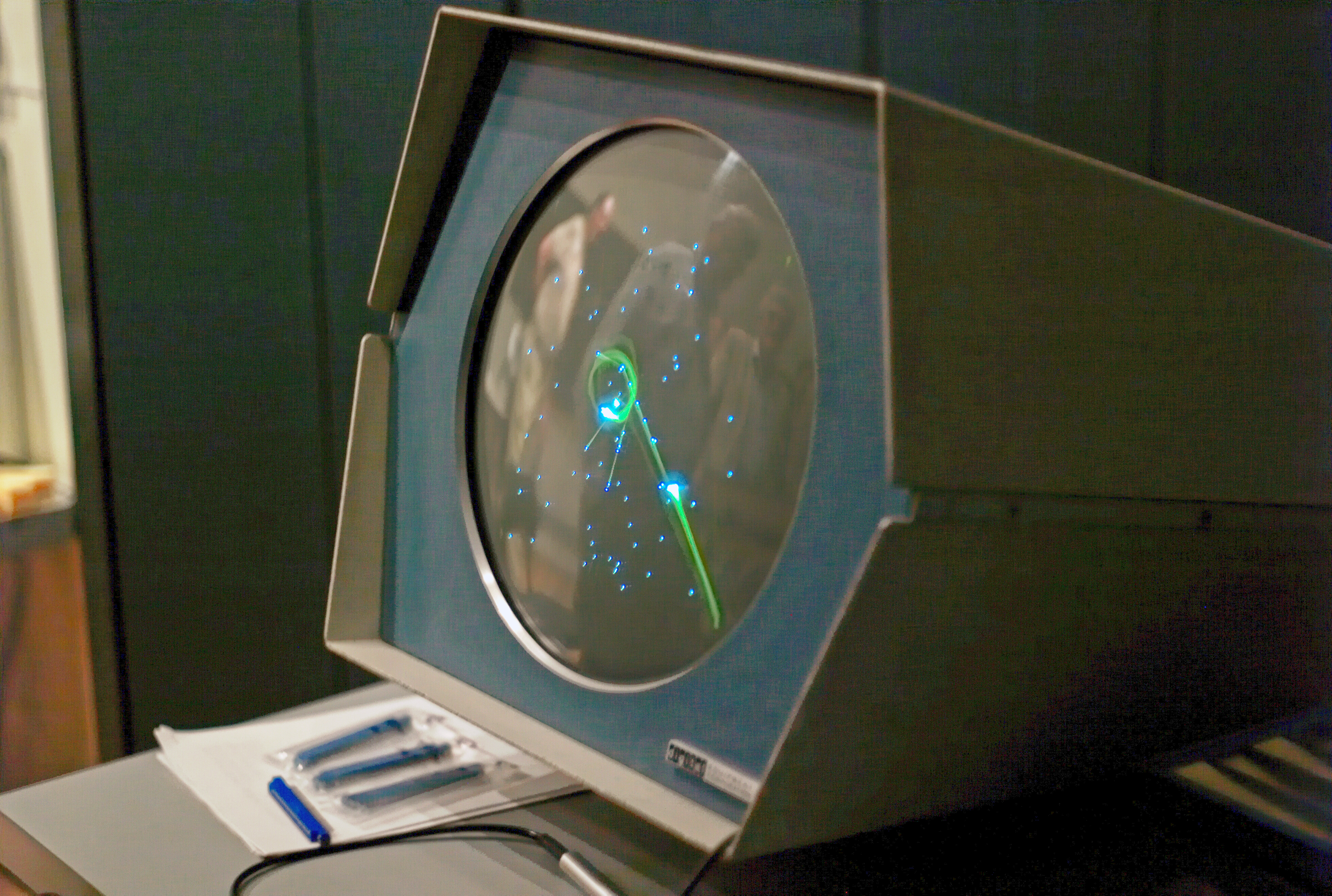
Spacewar! en fonctionnement sur un PDP-1

- Décembre : lancement du développement d'un des premiers jeux vidéo de l'histoire; Spacewar!. Il est programmé sur la console DEC PDP-1 par plusieurs étudiants du MIT. La première version est achevée en février 1962[6].

### Sciences de la vie
- 11 janvier : le médecin et physiologiste italien Daniele Petrucci annonce à la presse les résultats d’une expérience de fécondation in vitro qu'il a réalisé à Bologne. Il aurait maintenu un embryon en vie pendant 29 jours[7].

- 27 mai : les biochimistes Marshall Nirenberg et Heinrich Matthaei identifient le premier codon du code génétique[8] (le codon pour l'aminoacide phénylalanine) en utilisant le système d'enzymes de Grunberg-Manago pour la préparation de polynucléotides[9].

- Mai : les biochimistes britanniques Guy Newton (en) et Edward Abraham (en) décrivent leur découverte de la céphalosporine C[10]

- Le physiologiste suisse Max Kleiber (en) popularise la loi de Kleiber dans son essai The Fire of Life[11].

- Charles David Keeling publie sa courbe de Keeling montrant une forte augmentation du taux de CO2 dans l'atmosphère par des mesures prises depuis 1957 à l'observatoire du Mauna Loa, à Hawaï[12].

### Sciences physiques
- 20 janvier : dans un rapport interne publié à Caltech, le physicien américain Murray Gell-Mann propose sa théorie de la voie octuple organisant les baryons et les mésons, indépendamment du physicien israélien Yuval Ne'eman[13].

- 31 janvier : 
  - le jeune chimpanzé Ham est le premier hominidé à faire un aller et retour dans l'espace avec le vol Mercury-Redstone 2[14].
  - le satellite de reconnaissance américain Samos-2 est le premier satellite artificiel à se placer sur une orbite héliosynchrone[15].
- 2 février : la nouvelle pile atomique Peggy diverge pour la première fois à Saclay[16], puis est transportée à Cadarache en septembre. Elle sert à la mise au point du futur sous-marin à propulsion nucléaire français.

- 12 février : premier tir en direction de Vénus avec la sonde soviétique Venera 1[17].
- 14 février : première synthèse du lawrencium (Lr), élément chimique de numéro atomique 103, dans le Heavy Ion Linear Accelerator (HILAC) au Laboratoire national Lawrence-Berkeley de l'université de Berkeley[18].
- 15 février : éclipse solaire, dont la totalité est visible sur le sud de la France[19].

- 12 avril : Youri Gagarine est le premier homme à aller dans l'espace à bord de son vaisseau spatial Vostok 1. Durée du vol : 108 minutes[20]. (Voir également Vol spatial).

- 5 mai : les États-Unis réussissent pour la première fois à envoyer un homme dans l’espace, le commandant Alan Shepard qui effectue un vol balistique à 186 km à bord de la capsule Freedom 7[21].
- 25 mai : John F. Kennedy lance officiellement le programme Apollo dans un discours au Congrès. Il annonce qu'un américain marchera sur la Lune avant la fin de la décennie[22].

- 5 juillet : lancement de la première fusée spatiale israélienne, la fusée météorologique Shavit Shtayim[23].

- 31 octobre :

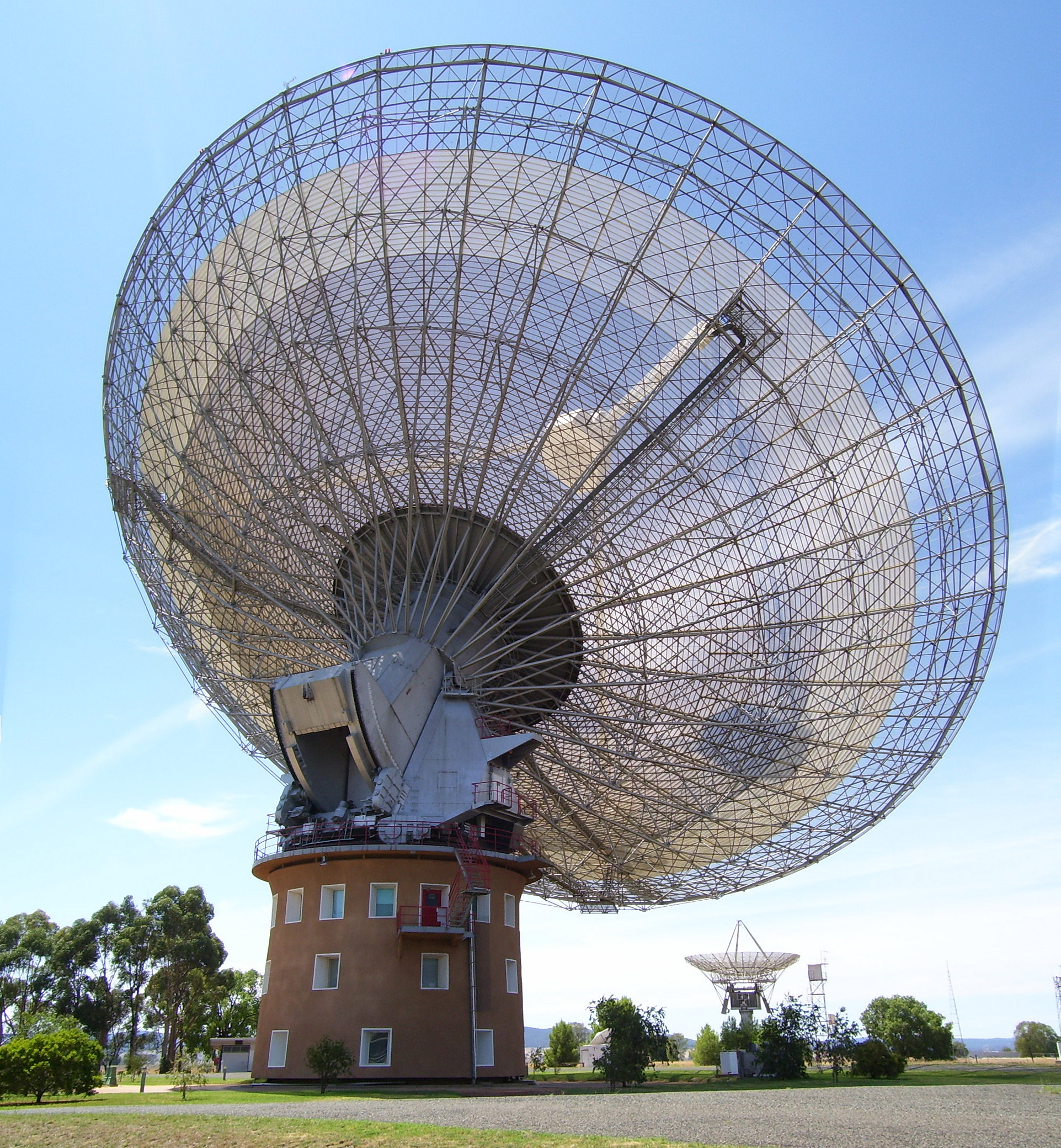
Radiotélescope de Parkes

  - inauguration du radiotélescope de Parkes en Australie[24].
  - Ulysse, le premier réacteur nucléaire installé dans une université européenne est inauguré à Saclay (France)[25].

- 1er novembre : l'astronome américain Frank Drake formule l'équation de Drake » une proposition mathématique permettant d'évaluer le nombre de civilisations extraterrestres au-delà du système solaire dont les émissions électromagnétiques sont détectables[26].

- 15 décembre : création en France du Centre national d'études spatiales (CNES)[27].

## Publications
- Thomas Samuel Kuhn : The Function of Measurement in Modern Physical Science, Isis, 52(1961): 161-193.

## Prix
- Prix Nobel

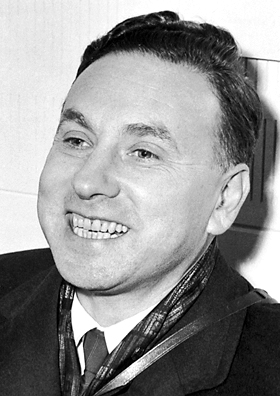
Robert Hofstadter

  - 2 octobre : Physique : Robert Hofstadter, Rudolf Ludwig Mössbauer (noyau atomique).
  - Chimie : Melvin Calvin (américain), pour ses travaux sur la photosynthèse.
  - Physiologie ou médecine : Georg von Békésy (Américain né en Hongrie), pour ses travaux sur l'ouïe.

- Prix Lasker
  - Prix Albert-Lasker pour la recherche médicale fondamentale : non attribué
  - Prix Albert-Lasker pour la recherche médicale clinique : non attribué

- Médailles de la Royal Society
  - Médaille Copley : Hans Adolf Krebs
  - Médaille Davy : Derek Harold Richard Barton
  - Médaille Hughes : Alan Cottrell
  - Médaille royale : Wilfrid Le Gros Clark, Cecil Frank Powell
  - Médaille Sylvester : Philip Hall

- Médailles de la Geological Society of London
  - Médaille Lyell : John Vernon Harrison
  - Médaille Murchison : Wilfrid Edwards (en)
  - Médaille Wollaston : Roman Kozlowski

- Prix Jules-Janssen (astronomie) : Jean Coulomb
- Médaille Bruce (Astronomie) : Rudolph Minkowski
- Médaille Linnéenne : Edmund William Mason (d) et Sir Frederick Stratten Russell
- Médaille d'or du CNRS : Pol Bouin

## Naissances

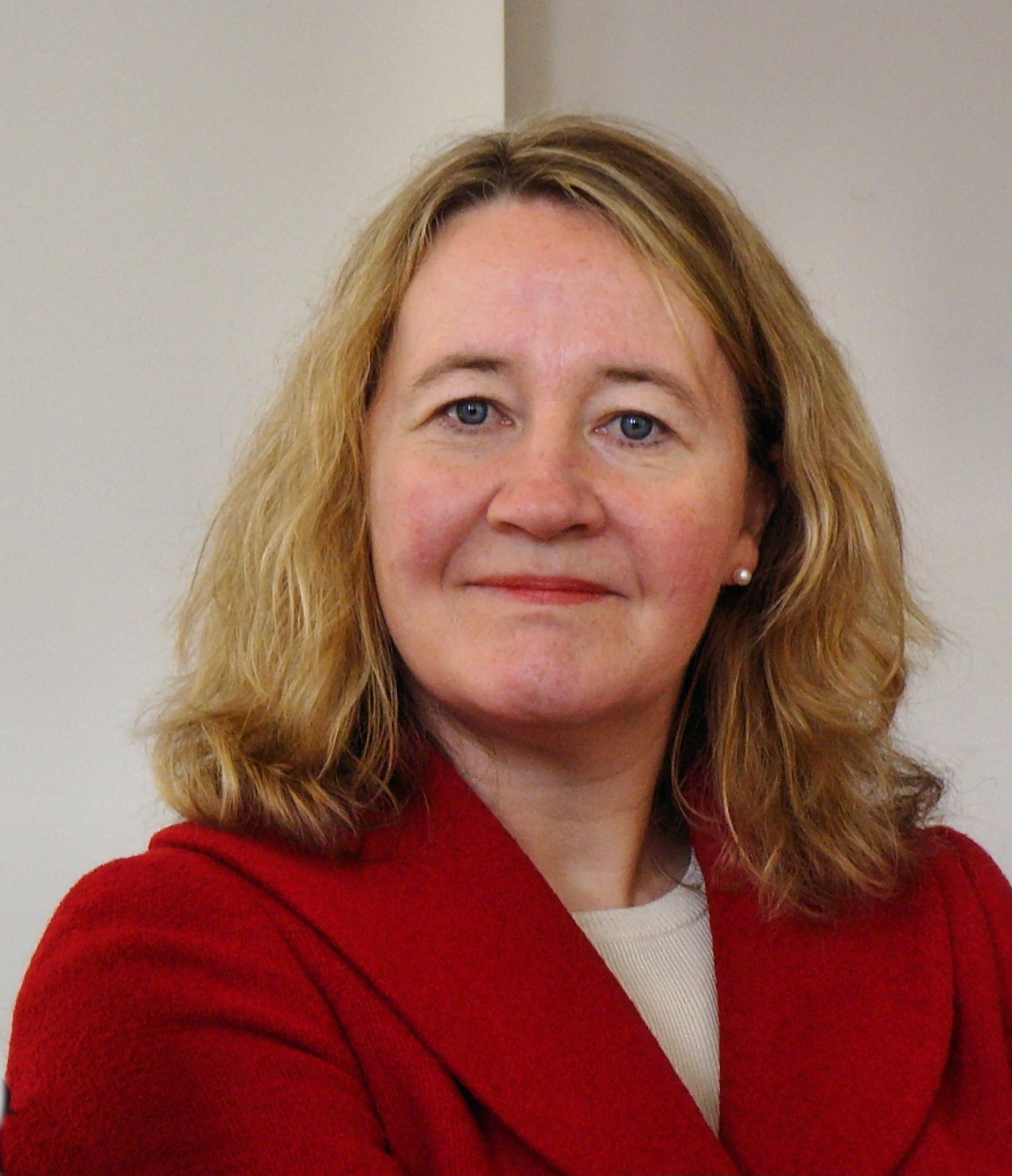
Carol Greider

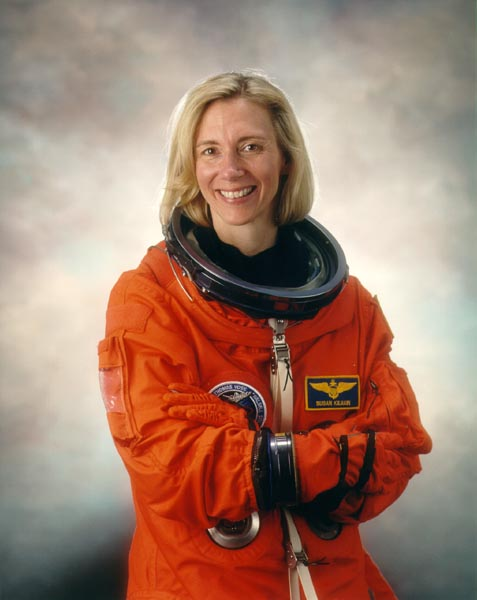
Susan L. Still

- 25 janvier : Marie-Claude Bakkal-Lagarde, archéologue française.

- 1er février : Daniel M. Tani, astronaute américain.
- 6 février : Iouri Onoufrienko, cosmonaute soviétique.
- 12 février : David Graeber (mort en 2007), anthropologue américain.
- 17 février : Andreï Korotaïev, anthropologue, historien et économiste russe.

- 10 mars : Laurel Clark (morte en 2003), astronaute américaine.
- 13 mars : Erich Gamma, informaticien suisse.
- 31 mars : Kent Beck, informaticien américain.
- 15 avril : Carol Greider, biologiste moléculaire américain, prix Nobel de physiologie ou médecine en 2009.
- 25 avril : Frank De Winne, spationaute belge.
- 21 juin : Laurent Flutsch, archéologue suisse.

- 1er juillet : Kalpana Chawla (morte en 2003), astronaute indien.
- 4 juillet : Brendan Eich, informaticien américain.
- 11 juillet : Werner Koch, informaticien allemand.
- 20 juillet : Michel Beaudouin-Lafon, chercheur en informatique français.
- 23 juillet : Nicholas J. Conard, archéologue germano-américain.
- 27 juillet : Daniel C. Burbank, astronaute américain.
- Août : David Harris, programmeur néo-zélandais.

- 1er septembre : Christopher Ferguson, astronaute américain.
- 9 septembre : Christian Robert, statisticien français.
- 16 septembre : Mitsuru Matsui, cryptologue et chercheur japonais.
- 17 septembre : Pamela Melroy, astronaute américaine.
- 18 septembre : Francis Duranthon, paléontologue français.
- 23 septembre : William C. McCool (mort en 2003), astronaute américain.
- 26 septembre : Alexander Wilhelm Armin Kellner, paléontologue et géologue brésilien.

- 11 octobre : Jean-Christophe Hervé (mort en 2017), statisticien français.
- 24 octobre : Susan L. Still, astronaute américaine.
- 30 octobre : Ronald J. Garan, Jr., astronaute américain.

- 5 novembre : Charles Hobaugh, astronaute américain.

- 6 décembre : Mamdouh Mohamed Eldamaty, égyptologue égyptien.
- 19 décembre : Eric Cornell, physicien américain, prix Nobel de physique en 2001.
- 22 décembre : Iouri Malentchenko, cosmonaute soviétique.
- Nataša Jonoska, mathématicienne et informaticienne américaine d'origine macédonienne
- Takao Kobayashi, astronome amateur japonais.
- Bram Moolenaar (mort en 2023), informaticien néerlandais.
- Akimasa Nakamura, astronome japonais.
- Ian Shaw, égyptologue anglais.

## Décès

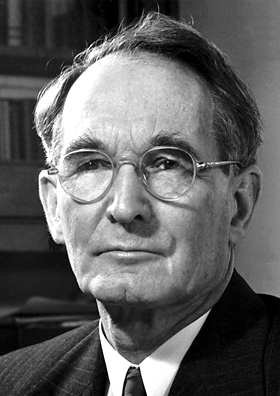
Percy Williams Bridgman

- 4 janvier : Erwin Schrödinger (né en 1887), physicien autrichien, prix Nobel de physique en 1933.
- 17 janvier : Étienne Drioton (né en 1889), égyptologue français.
- 18 janvier : Jules Toutain (né en 1865), archéologue français.
- 28 janvier : Émile Jaboulay (né en 1879), chimiste français.

- 1er février : Émile Henriot (né en 1885), chimiste français.

- 21 mars : José Casares Gil (né en 1866), chimiste et pharmacologue espagnol.
- 23 mars : Valentin Bondarenko (né en 1937), pilote de chasse et cosmonaute soviétique.
- 24 mars : Matthew Albert Hunter (né en 1878), chimiste néo-zélandais.
- 26 mars : Stepan Sosnovy (né en 1896), agronome et économiste ukraino-soviétique.
- 30 mars : Philibert Jacques Melotte (né en 1880), astronome britannique.
- 6 avril : Jules Bordet (né en 1870), médecin et bactériologiste belge, prix Nobel de physiologie ou médecine en 1919.
- 13 avril : Michel Lucius (né en 1876), instituteur et géologue luxembourgeois.

- 4 juin : William Astbury (né en 1898), physicien britannique.
- 9 juin : Camille Guérin (né en 1872), vétérinaire et biologiste français.
- 21 juin : Rudolph Martin Anderson (né en 1876), zoologiste canadien.
- 23 juin : Albert Grenier (né en 1878), historien et archéologue français.
- 29 juin : Tadeusz Andrzejewski (né en 1923), égyptologue polonais.
- 19 juillet : Paul Merrill (né en 1887), astronome américain.

- 6 août : Ejnar Dyggve (né en 1887), architecte et archéologue danois.
- 14 août :
  - Henri Breuil (né en 1877), préhistorien français.
  - Marcel Jousse (né en 1886), jésuite et anthropologue français.
- 20 août : Percy Williams Bridgman (né en 1882), physicien américain, prix Nobel de physique en 1946.
- 25 août : Morris William Travers (né en 1872), chimiste anglais.
- 26 août : Howard Percy Robertson (né en 1903), mathématicien et cosmologiste américain.

- 14 septembre : Paul ten Bruggencate (né en 1901), astronome et astrophysicien allemand.
- 28 septembre : Nikolai Saltykow (né en 1872), mathématicien et historien des sciences d'origine russe.
- 30 septembre : Selim Hassan (né en 1893), égyptologue égyptien.

- 30 novembre : Ehrenfried Pfeiffer (né en 1899), chimiste et agronome allemand.

- 7 décembre René Adolphe Schwaller de Lubicz (né en 1887), égyptologue français.